# Novaia Nicolaevca, Ungheni
Novaia Nicolaevca este un sat din componența comunei Mănoilești din raionul Ungheni, Republica Moldova.